# Tordómar
Tordómar è un comune spagnolo di 351 abitanti situato nella comunità autonoma di Castiglia e León.